# John Cunningham (explorador)
John Cunningham (ca. 1575-1651) fue un marino y explorador escocés que sirvió bajo la bandera danesa y que participó en varias expediciones al Ártico en busca de las colonias nórdicas perdidas en Groenlandia.
En Dinamarca fue conocido como Hans Koning y en 1603 se convirtió en capitán de la marina danesa. En 1605 fue capitán de la Trost  y comandante en jefe de una expedición danesa a Groenlandia, compuesta por tres barcos, el Trost, el Den Rode Løve (comandado por Godske Lindenov) y el Katten (comandada por John Knight). James Hall era el piloto de la expedición. La expedición llegó a la costa oeste de Groenlandia, al fiordo del Rey Cristian, y realizó una campaña de reconocimiento en dirección norte, en la que cartografió la costa hasta los 68°35'N. No lograron encontrar restos de los antiguos colonos, pero si vieron y apresaron a algunos inuits y recogieron muestras de un mineral que creían tenía plata. El informe al rey iba acompañado de cuatro mapas, los primeros de la costa oeste de Groenlandia. Este informe y otros publicados por Samuel Purchas fueron una valiosa fuente de conocimientos acerca de Groenlandia que Inglaterra utilizó con mayor ventaja que la propia Dinamarca.
En el año siguiente, el rey Christian IV envió una nueva expedición a Groenlandia, esta vez al mando directo de Lindenov, de nuevo con Hall como piloto. Cunningham participaba esta vez solamente como capitán. Cinco barcos fueron enviados: el Trost (comandado por Lindenov), el Den Røde Løve (al mando de Cunningham), el Katten (comandado por Anders Nolk), el Ørnen (comandado por Hans Bruun) y el Gillibrand (comandado por Carsten Richardson). La expedición desembarcó en el suroeste de Groenlandia y continuó la exploración mineralógica en la misma zona. Las malas condiciones atmosféricas, el hielo y las corrientes en el estrecho de Davis, empujaron los barcos al oeste, hasta que llegaron cerca de los 66.ºN, cuando pudieron poner rumbo este y alcanzar la costa occidental de Groenlandia. A pesar de que avistaron la isla de Baffin, no lograron poner pie en ella. Volvieron a recoger muestras de mineral y a capturar a varios inuits.
En 1615 fue uno de los comandantes de la expedición naval dirigida por Gabriel Kruse que fue enviada a Spitsbergen para demandar los peajes a los balleneros extranjeros. Allí se encontró con otros experimentados marinos, como Robert Fotherby, Thomas Edge y Adriaen Block. Al año siguiente, como capitán de la Gabriel, formó parte de la expedición naval encabezada por Jorgan Daa enviada para librar las costas de Noruega, las Islas Feroe e Islandia de los balleneros ilegales y la piratería. En 1619 fue nombrado gobernador de la provincia de Finnmark, un puesto que mantuvo hasta su muerte en 1651.